# اچ‌ام‌اس هیند (۱۷۸۵)

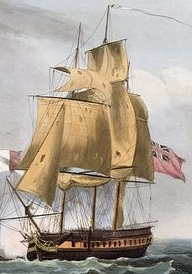
اچ‌ام‌اس هیند (۱۷۸۵)

اچ‌ام‌اس هیند (۱۷۸۵) (به انگلیسی: HMS Hind (1785)) یک کشتی بود که طول آن ۱۱۸ فوت ۵ اینچ (۳۶٫۱ متر) بود. این کشتی در سال ۱۷۸۵ ساخته شد.